# Plaça d'Espanya

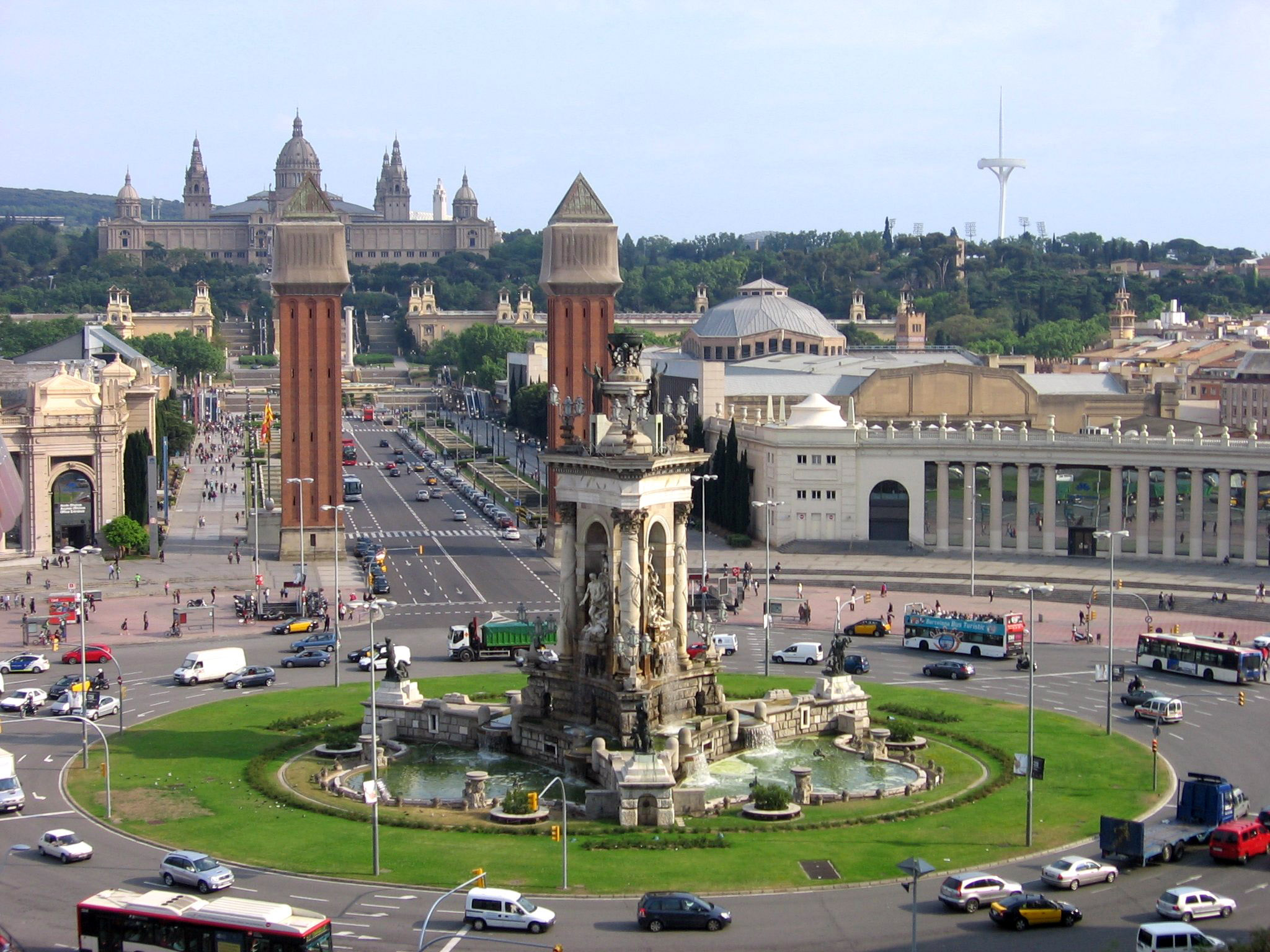
Plaça d'Espanya

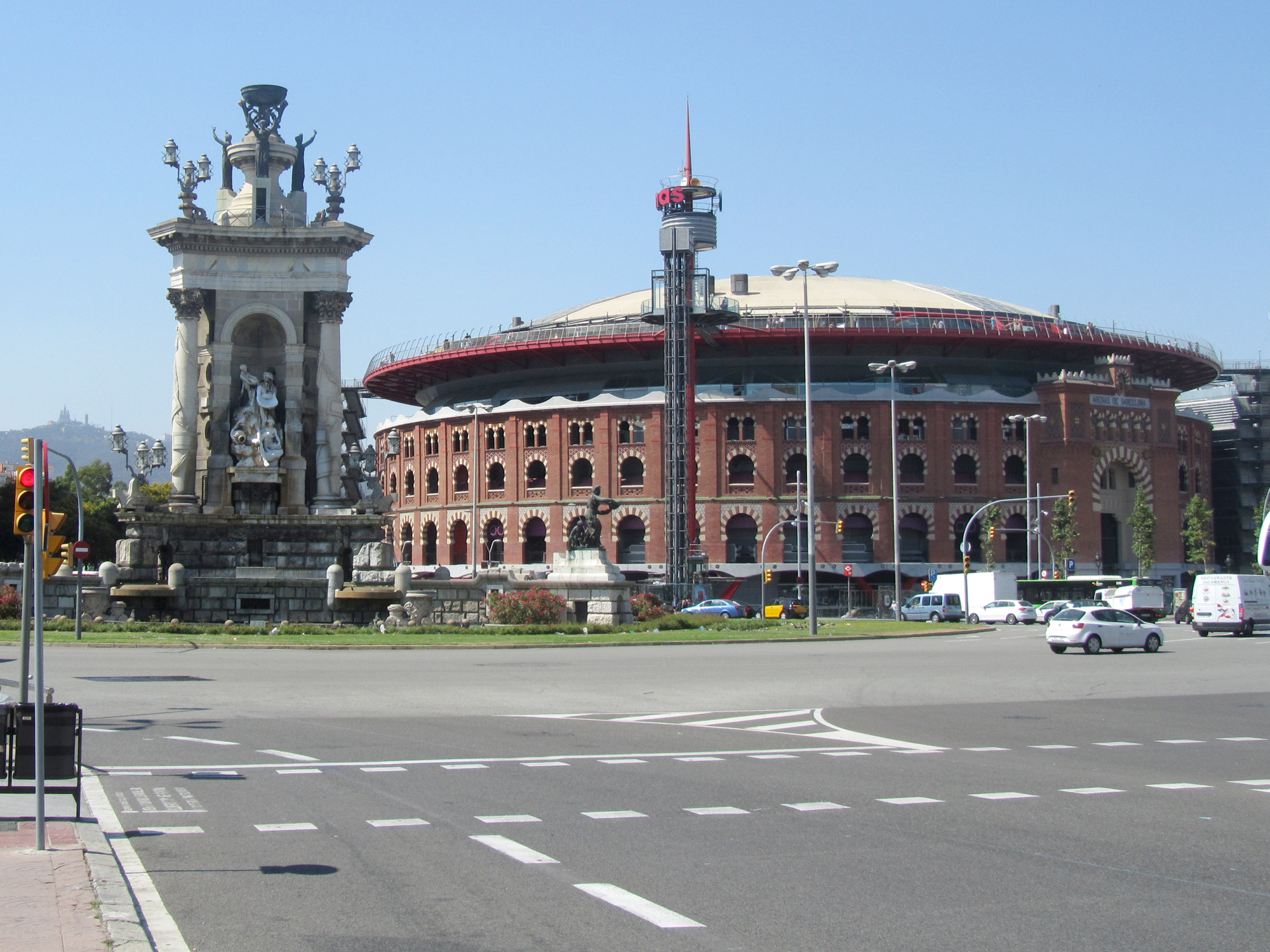
Plaça d'Espanya

Plaça d'Espanya (Catalaans en officieel, Spaans: Plaza de España) is een plein in het zuidwesten van Barcelona, Spanje. Met 34.000 m² is het het op een na grootste plein van Spanje, na de Plaza de España in Madrid, en voor de Plaça de Catalunya, ook in Barcelona. Centraal op het plein bevindt zich sinds 1929 een monumentale fontein, ontwerp van Josep Maria Jujol.
Het is een rond punt waar grote verkeersaders bijeenkomen; Carrer de la Creu Coberta (het verlengde van de Carretera de Sants), Carrer de Tarragona, Avinguda del Paral-lel en de belangrijkste, Gran Via de les Corts Catalanes. Het plein is een ontwerp van Ildefons Cerdà, als onderdeel van het Eixample-project.
De Gran Via verbindt het plein met de pleinen Plaça de la Universitat en Plaça de Catalunya. De brede rechte laan Avinguda de la Reina Maria Cristina loopt naar het Museu Nacional d'Art de Catalunya op de berg Montjuïc.
Aan het plein bevindt zich het complex van de Fira de Barcelona, een hele reeks beurs-, tentoonstellings- en conferentiezalen. Het geheel werd gebouwd voor de Wereldtentoonstelling van 1929 naar een ontwerp van Pedro Domenech, Josep Puig i Cadafalch en Lluís Domènech i Montaner.
De organisatie Fira de Barcelona heeft sinds 2008 een tweede locatie met tentoonstellingszalen en congresfaciliteiten meer ten zuidwesten, aan de Gran Via ter hoogte van Plaça Europa, onder meer gekend als de locatie van het jaarlijkse Mobile World Congress.
Ook aan het plein, aan de noordzijde, bevindt zich het Rockmuseum. Onder het plein bevindt zich het gelijknamig metrostation, bediend door de lijnen 1, 3 en 8 van de metro van Barcelona, de S-lijnen van de voorstadspoorweg van Barcelona en de R-lijnen van de Rodalies Barcelona.